# Ligdia restitutata
Ligdia restitutata là một loài bướm đêm trong họ Geometridae.